# Pueblorrico
Pueblorrico é um município da Colômbia, localizado na sub-região Sudoeste de antioquia, no departamento de Antioquia. Faz fronteira ao norte com o município de Tarso, ao leste com o município de Jericó, no sul com o município de Andes e no oeste com os municípios de Hispania, Bolívar e Salgar.

## Historia
Em 1540, o tenente da tropa conquistadora do Mariscal Jorge Robledo foi incumbido de explorar a região dos territórios às margens do Rio Cauca. Isso levou à exploração do território conhecido hoje como Sudoeste de Antioquia, dentro do qual estavam as terras que hoje são Pueblorrico.
Cerca de em 1825 um grupo de colonos da cidade de Medellín chefiado pelo Sr. Gabriel Echeverri, após saber deste território, propôs ao governo a compra de uma grande área de terra.
Posteriormente, outro colonos chamado Santiago Santa Maria herdou as terras. Por volta de 1869, a localidade recebeu a categoria de corregimento e em 1907, recebeu a categoria de freguesia.
Em 1911, dividiu-se da cidade de Jericó é obteve a categoria de distrito. Embora a área tenha tentado dar-se outro nome, Betsaida, o nome Pueblorrico foi passado de geração em geração, aparentemente porque os primeiros conquistadores espanhóis ao pisarem nesta terra descobriram indígenas com grandes quantidades de ouro e deram-lhe o nome.

## Economia
O Município é essencialmente agrícola. Suas principais safras são: café, cuja produção anual chega a 150.000 arrobas; panela, com 100.000 arrobas e milho com 10.000 cargas por ano. Produz boas quantidades de feijão, mandioca e banana. A falta de boas vias de comunicação restringe bastante as safras, mas, apesar disso, exporta boas quantidades desses produtos para outros municípios.
Os produtos mais importantes são:
• Agricultura: café, banana, mandioca, panela, milho e feijão
• Pecuária tanto bovinos, suínos e equinos